# James Wilby
James Jonathon Wilby (* 20. Februar 1958 in Rangun, Myanmar) ist ein britischer Schauspieler.

## Leben und Karriere
James Wilby wurde in Rangun als Sohn eines im Ausland arbeitenden britischen Firmenmanagers geboren. Wilby wuchs in England auf und wandte sich nach Abbruch seines Mathematikstudiums an der University of Durham der Schauspielerei zu. Er studierte an der Royal Academy of Dramatic Art, seit Anfang der 1980er-Jahre kam er zu ersten Rollen in Film und Fernsehen, die zunächst klein ausfielen. 
Seine erste große Kinorolle übernahm James Wilby 1987 in der Literaturverfilmung Maurice von James Ivory, basierend auf dem gleichnamigen Roman von E. M. Forster. Für die Darstellung der homosexuellen Titelfigur in diesem Film wurde er auf den Internationalen Filmfestspielen in Venedig mit dem Preis als bester Schauspieler ausgezeichnet. Der blondhaarige Darsteller spielte anschließend vor allem Figuren von aristokratischem Auftreten. Besonders häufig war er daher in Historienstreifen oder Literaturverfilmungen zu sehen, etwa in Eine Handvoll Staub (1988) nach Evelyn Waugh, Ein schicksalhafter Sommer (1988) nach John Galsworthy sowie in Wiedersehen in Howards End (1992), einer weiteren Forster-Verfilmung unter Ivorys Regie. 2001 trat Wilby als halbseidener Geschäftsmann in Adelskreisen in Robert Altmans Spielfilm Gosford Park auf.
In den 1990er-Jahren ließ die Qualität seiner Kinoangebote nach, woraufhin er sich vermehrt auf Arbeit in britischen Fernsehproduktionen konzentrierte. Unter anderem spielt er bis in die Gegenwart Gastrollen in Serien wie Geschichten aus der Gruft, Inspector Barnaby, Lewis – Der Oxford Krimi und Father Brown. 2012 verkörperte Wilby in der Fernsehserie Titanic über den Untergang des gleichnamigen Schiffes den umstrittenen Geschäftsmann J. Bruce Ismay. Daneben betätigt sich Wilby bis heute auch als Theaterschauspieler auf Londoner Bühnen.
Wilby hat vier Kinder mit seiner Ehefrau Shana Lewis, mit der er seit 1988 verheiratet ist.

## Filmografie (Auswahl)
- 1982: Privileged
- 1984: Sherlock Holmes (Fernsehserie, 1 Folge)
- 1985: Zimmer mit Aussicht (A Room With a View)
- 1985: Das wahre Leben der Alice im Wonderland (Dreamchild)
- 1987: Maurice
- 1988: Ein schicksalhafter Sommer (A Summer Story)
- 1988: Eine Handvoll Staub (A Handful of Dust)
- 1992: Wiedersehen in Howards End (Howards End)
- 1993: Lady Chatterley (Miniserie, 4 Folgen)
- 1994: Crocodile Shoes (Fernsehserie, 7 Folgen)
- 1996: Geschichten aus der Gruft (Tales from the Crypt, Fernsehserie, 1 Folge)
- 1997: Regeneration
- 2001: Gosford Park
- 2003: Agatha Christie: Blausäure (Sparkling Cyanide, Fernsehfilm)
- 2004: De-Lovely – Die Cole Porter Story (De-Lovely)
- 2004: Island at War (Fernsehserie, 6 Folgen)
- 2004: Silent Witness (Fernsehserie, 2 Folgen)
- 2006: Agatha Christie’s Marple (Fernsehserie, 1 Folge)
- 2007: Comet Impact – Killer aus dem All (Impact Earth)
- 2007: Lewis – Der Oxford Krimi (Lewis; Fernsehserie, 1 Folge)
- 2008: Robin Pilcher – Zeit des Wiedersehens (A Risk Worth Taking; Fernsehfilm)
- 2008: Agatha Christie’s Poirot – Die vergessliche Mörderin (Third Girl, Fernsehfilm)
- 2010: Inspector Barnaby – Du musst dran glauben (The Made-to-Measure Murders, Fernsehfilm)
- 2012: Titanic (Fernseh-Miniserie, 4 Folgen)
- 2012: New Tricks – Die Krimispezialisten (New Tricks, Fernsehserie, 1 Folge)
- 2014: Der junge Inspektor Morse (Endeavour; Fernsehserie, 1 Folge)
- 2015: Strike Back (Fernsehserie, 3 Folgen)
- 2015: Legends (Fernsehserie, 4 Folgen)
- 2016: Victoria (Fernsehserie, Episode 1x07)
- 2016–2017: Casualty (Fernsehserie, 6 Folgen)
- 2017: The Sense of an Ending
- 2017–2018: Poldark (Fernsehserie, 10 Folgen)
- 2018: Father Brown (Fernsehserie, 1 Folge)
- 2020: The Duke
- 2022: Masquerade – Ein teuflischer Coup (Mascarade)

## Auszeichnungen (Auswahl)
- 1987: Coppa Volpi, Bester Darsteller für die Rolle im Film Maurice